# Karel Anton van Hohenzollern

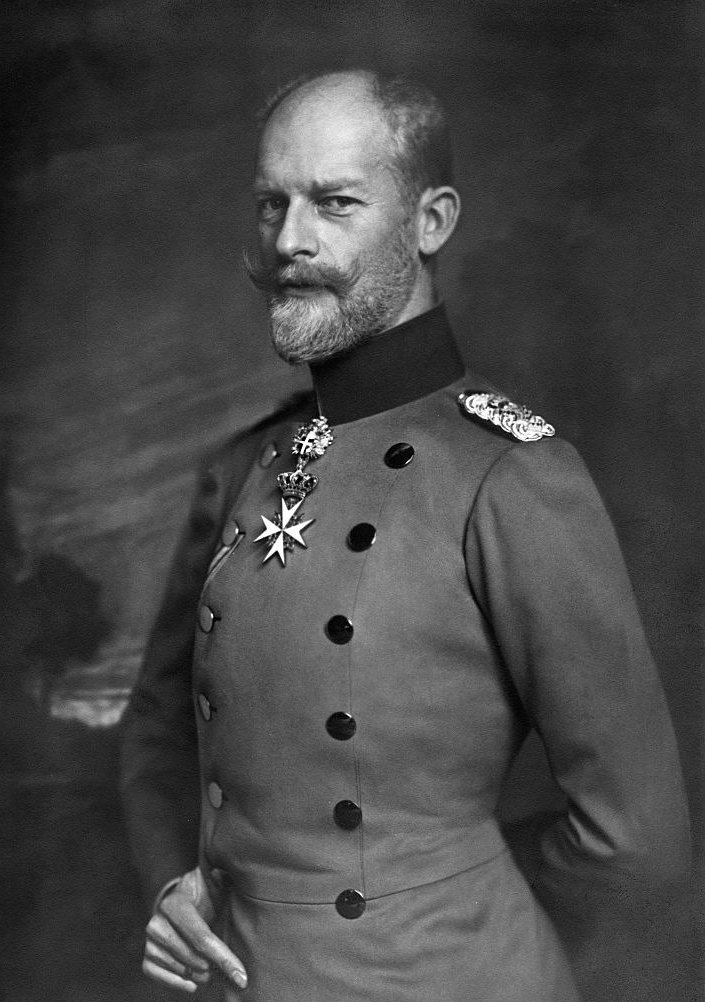
Karel Anton van Hohenzollern.

Karel Anton Frederik Willem Lodewijk van Hohenzollern (Sigmaringen, 1 september 1868 - Andernach, 21 februari 1919) was prins van Hohenzollern en Pruisisch luitenant-generaal. Hij behoorde tot het huis Hohenzollern-Sigmaringen.

## Levensloop
Karel Anton was de jongste zoon van vorst Leopold van Hohenzollern-Sigmaringen uit diens huwelijk met Antonia Maria van Portugal, dochter van koningin Maria II van Portugal en Ferdinand van Saksen-Coburg en Gotha. Zijn broers Willem en Ferdinand waren respectievelijk de laatste vorst van Hohenzollern-Sigmaringen en koning van Roemenië.
Op 28 mei 1894 huwde hij in Brussel met Josephine van België (1872-1958), dochter van prins Filips van België en zus van de latere koning Albert I.
Karel Anton was militair in het Pruisische leger, maar verliet na een conflict met zijn overste het leger. Op 27 januari 1914 verkreeg hij de rang van Pruisisch luitenant-generaal en die van à la suite van het Eerste Dragondersregiment Koningin Victoria van Groot-Brittannië en Ierland. In 1909 kwam Karel Anton in het bezit van de burcht van Namedy nabij Andernach, dat hij uitgebreid liet verbouwen.
Hij stierf in februari 1919 in Namedy, enkele maanden na het einde van de Eerste Wereldoorlog. Hij werd eerst bijgezet op het kerkhof van Namedy, maar later werd zijn stoffelijk overschot overgebracht naar de Verlossingskerk in Sigmaringen.

## Nakomelingen
Karel Anton en zijn echtgenote Josephine van België kregen vier kinderen:
- Stefanie (1895-1975), huwde in 1920 met Joseph-Ernst Fugger von Gött, van wie ze in 1943 scheidde
- Marie Antoinette (1896-1965), huwde in 1924 met Freiherr Egon Eyrl von und zu Waldgries und Liebenaich
- Albert Lodewijk (1898-1977), huwde in 1921 met Ilse Margot von Friedeburg
- Henriëtte (1907-1907)